# Reynolds (Nebraska)
Reynolds é uma vila localizada no estado americano de Nebraska, no Condado de Jefferson.

## Demografia
Segundo o censo americano de 2000, a sua população era de 88 habitantes.
Em 2006, foi estimada uma população de 85, um decréscimo de 3 (-3.4%).

## Geografia
De acordo com o United States Census Bureau, a localidade tem uma área de 0,7 km², sem área coberta por água.

## Localidades na vizinhança
O diagrama seguinte representa as localidades num raio de 16 km ao redor de Reynolds.